# Мішель Стьєвенар
Мішель Стьєвенар (фр. Michel Stievenard, нар. 21 вересня 1937, Вазьє) — французький футболіст, що грав на позиції нападника.
Виступав, зокрема, за клуби «Ланс» та «Анже», а також національну збірну Франції.

## Клубна кар'єра
У дорослому футболі дебютував 1954 року виступами за команду «Ланс», в якій провів сім сезонів, взявши участь у 172 матчах чемпіонату. Більшість часу, проведеного у складі «Ланса», був основним гравцем атакувальної ланки команди.
1961 року перейшов до клубу «Анже», за який відіграв 8 сезонів. Граючи у складі «Анже» також здебільшого виходив на поле в основному складі команди. Загалом у вищому дивізіоні чемпіонат Франції провів понад 400 ігор та забив понад 100 голів. Надалі виступав у нижчолігових французьких клубах.

## Виступи за збірну
У складі національної збірної Франції був учасником домашнього чемпіонату Європи 1960 року, де зіграв в обох матчах, але французи їх програли і посіли останнє 4 місце. Ці два матчі так і залишились єдиним для Стьєвенара за збірну.